# Вуд, Крис (рок-музыкант)
Крис Вуд (англ. Chris Wood; полное имя Кристофер Гордон Блэндфорд Вуд, англ. Christopher Gordon Blandford Wood; 24 июня 1944, Бирмингем — 12 июля 1983, там же) — британский музыкант, один из основателей и участников рок-группы Traffic вместе со Стивом Уинвудом, Джимом Капальди и Дэйвом Мэйсоном,
участник группы Ginger Baker's Air Force. Принимал участие в записи альбомов многих известных музыкантов, в том числе,
Electric Ladyland группы The Jimi Hendrix Experience и второго альбома группы Free.

## Дискография

### Сольные альбомы
- 2008 Vulcan (Esoteric Recordings, запись 1983 г.)

### Traffic
- См. дискографию группы Traffic

### Ginger Baker’s Air Force
- 1970: Ginger Baker’s Air Force

### С другими исполнителями
- 1968 The Jimi Hendrix Experience, Electric Ladyland (Track Records/Reprise)
- 1969 Free, Free (Island/Polydor)
- 1969 Fat Mattress, Fat Mattress (Polydor)
- 1969 Martha Velez, Fiends and Angels (London/Sire Records)
- 1969 Chicken Shack, O.K. Ken? (Blue Horizon)
- 1969 Gordon Jackson, Thinking Back (Marmalade)
- 1969 Locomotive, We Are Everything You See
- 1970 Shawn Phillips, Contribution (A&M)
- 1970 Sky, Don’t Hold Back (There In The Greenbriar) (RCA)
- 1971 Jimi Hendrix, The Cry of Love (Track/Reprise)
- 1971 Steve Winwood, Winwood (United Artists; compilation of Winwood’s activities from 1966 to 1970, including material from Traffic)
- 1972 Jim Capaldi, Oh How We Danced (Island)
- 1972 Reebop Kwaku Baah, Rebop (Island)
- 1973 John Martyn, Inside Out
- 1973 Hanson, Now Hear This (Manticore)
- 1973 Free Creek, Music From Free Creek (Charisma; recorded 1969; re-released 1976 as Summit Meeting)
- 1975 Jim Capaldi, Short Cut Draw Blood (Island)
- 1977 Third World, 96 Degrees In The Shade (Island)
- 1977 Crawler, Crawler (Epic)
- 1979 Third World, The Story’s Been Told (Island)
- 1997 Spencer Davis Group, Funky (Date/One Way; recorded 1968)